# Ligue Schenker
Pour les articles homonymes, voir Schenker.
La Ligue Schenker est un championnat de volley-ball regroupant les meilleurs clubs des Pays baltes (Estonie, Lettonie  et Lituanie) créé en 2005 et inspiré par la Ligue baltique de basket-ball. Elle est organisée par la Eastern European Volleyball Zonal Association (EEVZA). 
Pour la saison 2009-10, la ligue regroupe  9 équipes, six d'Estonie, trois de Lettonie, et aucun de Lituanie.

## Palmarès
| Année | Champion          | Finaliste         | Troisième            |
| ----- | ----------------- | ----------------- | -------------------- |
| 2006  | Biolars Ozolnieki | Tartu Leib Pere   | Incukalns Riga SK LU |
| 2007  | VK Selver Tallinn | Lase-R/Riga       | SK Riga              |
| 2008  | VK Selver Tallinn | Tartu Leib Pere   | Lase-R/Riga          |
| 2009  | VK Selver Tallinn | Tartu Leib Pere   | Lase-R/Riga          |
| 2010  | VK Selver Tallinn | Tartu Leib Pere   | Lase-R/Riga          |
| 2011  | VK Selver Tallinn | Pärnu VK          | Poliurs Ozolnieki    |
| 2012  | Tartu Leib Pere   | VK Selver Tallinn | Pärnu VK             |

## Listes des équipes en compétition

### Saison 2009-2010
- Biolars / Olaine-Ozolnieki
- Daugavpils Universitate
- Grossi Toidukaubad Rakvere
- Lase-R/Riga
- Tartu Leib Pere
- TTÜ
- VK Pärnu
- Tallinn Selver VK
- Võru Valio VK